# Braden Copper Company

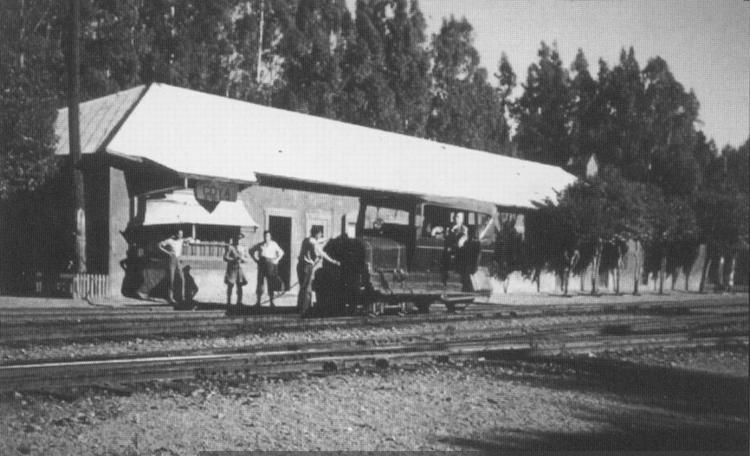
Estación en Coya de la Braden Copper Company hacia 1920.

Braden Copper Company (también conocida como Braden Copper Co.) era una empresa estadounidense que controlaba la mina El Teniente en Chile, hasta que en el año 1967 los yacimientos de cobre se nacionalizaran. 

## Historia
Braden Copper Company fue fundada en 1904 tras la unión en sociedad de Barton Sewell y William Braden, quienes en 1905 comprarían la mina. Barton Sewell nunca puso un pie en Chile, y se limitó a participar del negocio como alto ejecutivo de la empresa desde las oficinas centrales en Nueva York.
Tras la muerte de Barton Sewell en 1915, y aprovechando el creciente desinterés de William Braden, entonces embarcado en la apertura de nuevos yacimientos de cobre en el norte de Chile, los hermanos Guggenheim también terminarán por tomar el control de la Braden Copper Company. Es así como en 1916, el 95% de las acciones de Braden Copper Co. pasaron a manos de Kennecott Corporation, convirtiéndose en filial de esta última.
En 1935, la Braden Copper Co. firmó el World Copper Agreement junto a los principales extractores de cobre en el mundo.
El Estado de Chile adquirió en 1967 el 51% de las acciones de Braden Copper Co., en el marco de la «Chilenización del cobre», constituyéndose así en una Sociedad Minera Mixta llamada Sociedad Minera El Teniente S.A.. Dicha sociedad sería nacionalizada en 1971, pasando totalmente a manos de la empresa CODELCO.

## Gerentes
- Solomon R. Guggenheim (1916-)[1]
- William Braden (1905-1915)

## Estadio y equipo de fútbol

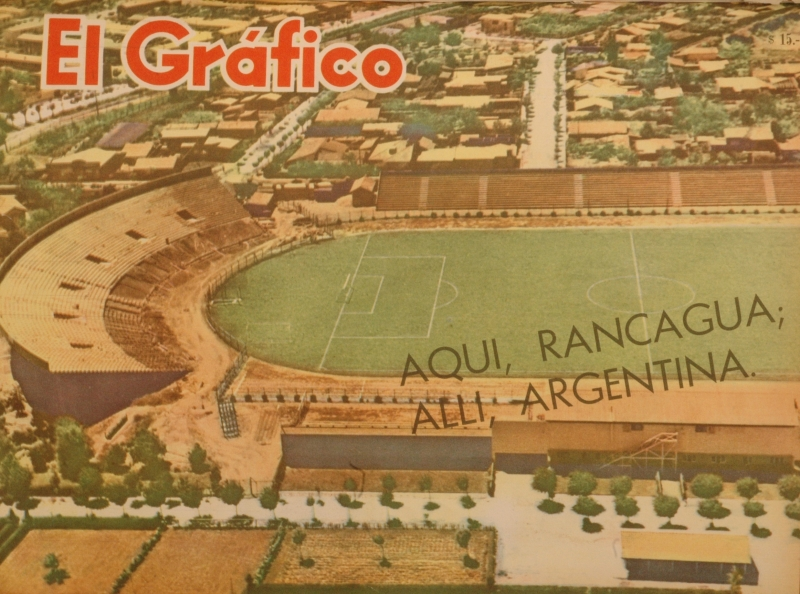
Estadio de la Braden Copper en 1962.

En 1945, la empresa construyó en la ciudad de Rancagua el Estadio Braden Copper, actualmente llamado Estadio El Teniente, que en 1962 fue sede del Mundial de fútbol realizado en Chile.
La compañía tuvo un equipo de fútbol, llamado Braden, que en 1954 se fusionó con el Club de Deportes Instituto O'Higgins, creando el O'Higgins Braden. Este, junto con el Club de Deportes América de Rancagua, conformarían en 1955 el Club Deportivo O'Higgins, existente hasta hoy.